# Marko Virtala
Marko Virtala (Uusikaupunki, 15 aprile 1985) è un ex hockeista su ghiaccio finlandese.
Campione di Finlandia nel 2010, attualmente gioca nel Kaltern-Caldaro.

## Palmarès
- Campionato finlandese: 1

TPS: 2009-10
- Mestis: 1

Hokki: 2006-07
- Italian Hockey League: 2

Kaltern-Caldaro: 2020-21, 2024-25